# Championnat de Tunisie masculin de handball 1982-1983
Navigation
Saison précédente Saison suivante
La saison 1982-1983 du championnat de Tunisie masculin de handball est la 28e édition de la compétition. Elle est, comme les saisons précédentes, marquée par la domination de l'Espérance sportive de Tunis qui ne procède cette année-là à aucun recrutement et écarte ses plus grands rivaux, le Club africain qui revient au premier plan en championnat, et l'Étoile sportive du Sahel en finale de la coupe. Il s'agit donc du douzième doublé championnat-coupe et du treizième championnat consécutif.
En bas du tableau, la Zitouna Sports, la plus ancienne équipe de handball en Tunisie, qui a échappé à la relégation à plusieurs reprises, chute en division d'honneur avec le Club sportif des cheminots. Dans le même temps, le promu, le Club sportif hilalien, renforcé par le recrutement de Lamjed Bouzouita (Espérance sportive de Tunis) et Meftah Hajria (Sporting Club de Moknine et Club africain) s'illustre en s'octroyant la cinquième place.

## Clubs participants
| - Espérance sportive de Tunis - Club africain - Club sportif de Hammam Lif - El Makarem de Mahdia - Sporting Club de Moknine - Association sportive d'Hammamet - Stade tunisien | - Zitouna Sports - Étoile sportive du Sahel - Jeunesse sportive kairouanaise - El Baath sportif de Béni Khiar - Club sportif des cheminots - Club olympique des transports - Club sportif hilalien |

## Compétition
Le barème de points servant à établir le classement se décompose ainsi :
- Victoire : 3 points
- Match nul : 2 points
- Défaite : 1 point
- Forfait et match perdu par pénalité : 0 point

### Classement
|    | Équipe                             | Pts | J  | G  | N | P  | Bp  | Bc  | Diff |
| -- | ---------------------------------- | --- | -- | -- | - | -- | --- | --- | ---- |
| 1  | Espérance sportive de Tunis (T, C) | 73  | 26 | 23 | 1 | 2  | 543 | 416 | 127  |
| 2  | Club africain                      | 66  | 26 | 18 | 4 | 4  | 535 | 476 | 59   |
| 3  | Étoile sportive du Sahel           | 63  | 26 | 18 | 1 | 7  | 497 | 447 | 50   |
| 4  | Stade tunisien                     | 58  | 26 | 15 | 2 | 9  | 479 | 435 | 44   |
| 5  | Jeunesse sportive kairouanaise     | 53  | 26 | 12 | 3 | 11 | 415 | 412 | 3    |
| 5  | Club sportif hilalien (P)          | 53  | 26 | 12 | 3 | 11 | 426 | 438 | -12  |
| 7  | Club sportif de Hammam Lif         | 51  | 26 | 11 | 3 | 12 | 542 | 542 | 0    |
| 8  | El Makarem de Mahdia               | 51  | 26 | 11 | 3 | 12 | 482 | 488 | -6   |
| 9  | El Baath sportif de Béni Khiar     | 50  | 26 | 10 | 4 | 12 | 414 | 452 | -38  |
| 10 | Sporting Club de Moknine           | 47  | 26 | 9  | 3 | 14 | 516 | 533 | -17  |
| 11 | Association sportive d'Hammamet    | 46  | 26 | 9  | 2 | 15 | 509 | 525 | -16  |
| 12 | Club olympique des transports (P)  | 44  | 26 | 8  | 2 | 16 | 439 | 510 | -71  |
| 13 | Zitouna Sports                     | 39  | 26 | 5  | 3 | 18 | 383 | 447 | -64  |
| 14 | Club sportif des cheminots         | 36  | 26 | 4  | 0 | 22 | 426 | 533 | -107 |

|  | Champion de Tunisie 1982-1983                                                                |
|  | Relégation directe en deuxième division                                                      |
|  | (T) Tenant du titre (C) Vainqueur de la coupe de Tunisie (P) Club promu de deuxième division |

### Division d'honneur
Les champions des deux poules, l'Association sportive des PTT dirigée par Ridha Bejaoui et l'Union sportive monastirienne, reviennent en division nationale.

## Champion
- Espérance sportive de Tunis
  - Entraîneur : Habib Touati
  - Effectif : Habib Yagouta, Moncef Besbes[1], Ali Habibi et Tarek Laâdhari (GB), Khaled Achour, Mohamed Klaï (Lassoued)[2], Chaker Khenissi, Zouhair Khenissi, Lotfi Rebaï, Rachid Hafsi, Fawzi Sbabti, Lotfi Tabbiche, Mondher Landoulsi, Néjib Glenza, Adel Ben Safta, Faouzi Khiari